# Pelargonskräling
Pelargonskräling (Naucoria geraniolens) är en svampart som tillhör divisionen basidiesvampar, och som först beskrevs av Régis Courtecuisse, och fick sitt nu gällande namn av Gottfried Keller. Pelargonskräling ingår i släktet skrälingar, och familjen buktryfflar. Arten är reproducerande i Sverige.